# Escola de futbol TARR
L'Escola de futbol TARR és un centre de formació de futbol per a nois i noies de 5 a 12 anys, situat al recinte Mundet, al barri de Montbau de Barcelona. Va ser fundat el 1984 pels ex-jugadors del Futbol Club Barcelona: Torres, Asensi, Rexach i Rifé, les inicials dels quals van donar nom a l'escola. Va ser la primera escola de futbol de Barcelona.
El 1990 va passar a ser una secció de la Unió Barcelonista Catalònia, club que participa en competició confederada, on els nois que acaben l'escola de futbol poden seguir jugant.
El 1996 es va fer un nou drenatge del camp, un nou enllumenat, i es van crear 2 camps de futbol petits. A la inauguració hi van acudir l'alcalde de la ciutat, Pasqual Maragall, el regidor d'esports i Cap del Districte Horta-Guinardó, Albert Batlle, i el cos tècnic del F.C. Barcelona, Johan Cruyff i Carles Rexach.
Els professors, a més dels fundadors, han estat altres exjugadors blaugranes. Disposa d'un conveni amb el FC Barcelona, que té preferència a l'hora de fitxar jugadors d'aquesta escola. Actualment a l'Escola hi ha 12 equips, amb un centenar de jugadors.
Els nois i noies entrenen 2 tardes a la setmana i juguen partit el divendres o dissabte, a les instal·lacions del centre, en competició interna.